# Tonhi Terenzi
Antonio Terenzi –conocido como Tonhi Terenzi– (Génova, 16 de marzo de 1969) es un deportista italiano que compitió en esgrima, especialista en la modalidad de sable.
Participó en tres Juegos Olímpicos de Verano, obteniendo una medalla de bronce en Atlanta 1996, en la prueba por equipos (junto con Raffaello Caserta y Luigi Tarantino), el octavo lugar en Barcelona 1992 (equipos) y el séptimo en Sídney 2000 (individual).
Ganó cinco medallas en el Campeonato Mundial de Esgrima entre los años 1990 y 1995, y dos medallas en el Campeonato Europeo de Esgrima, plata en 1998 y bronce en 1999.

## Palmarés internacional
| Juegos Olímpicos   | Juegos Olímpicos         | Juegos Olímpicos  | Juegos Olímpicos  |
| Año                | Lugar                    | Medalla           | Prueba            |
| ------------------ | ------------------------ | ----------------- | ----------------- |
| 1996               | Atlanta (Estados Unidos) | Medalla de bronce | Sable por equipos |
| Campeonato Mundial |                          |                   |                   |
| Año                | Lugar                    | Medalla           | Prueba            |
| 1990               | Lyon (Francia)           | Medalla de bronce | Sable individual  |
| 1993               | Essen (Alemania)         | Medalla de plata  | Sable por equipos |
| 1993               | Essen (Alemania)         | Medalla de bronce | Sable individual  |
| 1995               | La Haya (Países Bajos)   | Medalla de oro    | Sable por equipos |
| 1995               | La Haya (Países Bajos)   | Medalla de bronce | Sable individual  |
| Campeonato Europeo |                          |                   |                   |
| Año                | Lugar                    | Medalla           | Prueba            |
| 1998               | Plovdiv (Bulgaria)       | Medalla de plata  | Sable por equipos |
| 1999               | Bolzano (Italia)         | Medalla de bronce | Sable por equipos |